# Korpiklaani
Korpiklaani (clan del bosc) és un grup de folk metal procedent de Lahti (Finlàndia). La banda sorgeix de la dissolució de Shaman. Les cançons estan escrites en finès. La majoria dels temes de Korpiklaani, es basen en el típic folk finès, però amb un toc de heavy metal. Això és el que dona el toc distintiu a Korpiklaani entre altres bandes de folk metal, qui usualment usen el folk com un impuls a partir del heavy metal.
És música típicament finesa, i no temen ser encasellats com joiks, que viuen en el bosc.

## Biografia
La història de la banda es remunta fins als Shamaani Duo, coneguts després com a Shaman. Jonne Järvelä, líder, vocalista i guitarrista de la banda, ja havia llançat a la venda els àlbums "Idja" i "Shamàniac" quan la discogràfica els va informar que el nom "Shaman" ja el feia servir una altra banda. Jonne va haver de trobar un nom per a la banda. Així va sorgir Korpiklaani.
Això no va suposar un canvi només en el nom, sinó també en l'estil. Jonne Järvelä va pensar que el canvi havia d'estar enfocat cap a dues fonts d'influència. Les poderoses melodies del Folk finès i les melodies del heavy metal clàssic. Va ser llavors quan va començar a buscar músics per a produir aquest projecte que tenia al cap. El primer a sumar-se al projecte va ser el violinista Jaakko Lemmetty "Hittavainen". Matson, un vell amic de Jonne, seria el bateria ideal. Després se li van anar sumant naturalment altres integrants que encaixaven perfectament en la idea de Jonne. Arto Tissari (baix), Toni Honkanen (guitarres), i el percussionista Ali Mata van passar a ser membres de la banda.
En el 2003 van fer el seu debut a través de Napalm Records. El disc es va anomenar Spirit of the Forest. El disc presentava un folk intens, variant entre la màgia de la instrumentació folk, i el finnish folk metal. Després del llançament, Arto Tissari, Toni Honkanen i Ali Mata van deixar la banda.
Seguit a aquest llançament, es va sumar a la banda un segon guitarrista, Cane. Ells van començar a treballar en el següent treball, que es titularia Voice of Wilderness. Sota la supervisió de Samu Oitinen (Fantom Studio) la banda va repassar intensivament cançó per cançó.
Aquest és un disc amb molta energia, on els violins li donen una atmosfera única difícil de trobar en altres bandes del mateix gènere. Les guitarres estan orientades cap al metal clàssic: forts i amb presència. Les veus de Jonne entonant càntics acompanyen perfectament aquesta barreja.
Amb l'enregistrament de Voice of Wilderness completa, els membres de Korpiklaani es van concentrar ja a trobar un acordionista permanent. Juho li va donar llavors a la banda una energia melòdica i l'atmosfera folk, que buscaven per a actuacions en viu. Tant Voice of Wilderness com Spirit of the Forest han rebut una excel·lent acollida de la crítica i del públic, per aquest motiu a la primavera de 2006 van treure el seu tercer àlbum: Tales Along This Road.
Des del llançament d'aquest àlbum, la banda ha seguit estable. El 2006 també es va publicar un DVD que contenia el concert de Korpiklaani al festival de Wacken Open Air.
El 2007 van publicar un nou àlbum, Tervaskanto, que ha estat fins aleshores, un dels seus millors àlbums. Les melodies són energètiques i amb un folk potent.
El 2008 van treure a la venda un single: Keep on Galloping, que incloïa les cançons "Keep on Galloping" i "Paljon on Koskessa Kiviä". Seguit d'aquest single, van publicar un àlbum, el de més durada fins aleshores: Korven Kuningas (Rei dels Boscos), amb un estil semblant al de Tervaskanto.
També es coneix que Jonne va cooperar amb Finntroll, fent les veus de joik en el seu àlbum Jaktens Tid (Temps de Caçar).

## Membres del grup
- Jonne Järvelä (veus, guitarra e., mandolina)
- Kalle Savijärvi "Cane" (gitarra e.)
- Jarkko Aaltonen (baix e.)
- Jaakko Lemmetty "Hittavainen" (violí)
- Juho Kauppinen (acordió)
- Matson (percussió)

## Discografia
- Idja (1999)
- Shamàniac (2002)
- Spirit of the Forest (2003)
- Voice of Wilderness (2005)
- Tales Along this Road (2006)
- Tervaskanto (2007)
- Keep on Galloping (single) (2008)
- Korven Kuningas (2008)
- Karkelo (2009)
- Ukon Wacka (2011)
- Manala (2012)
- Noita (2015)
- Kulkija (2018)
- Jylhä (2021)

### Senzills
- "Oðða Mailbmi" (1998)
- "Keep on Galloping" (2008)
- "Vodka" (2009)
- "Ukon Wacka" (2010)
- "Tequila" (2011)
- "Metsälle" (2011)